# Torloniamuseet
Torloniamuseet var ett privat italienskt konstmuseum i Rom, som ställde ut föremål ur familjen Torlonias Torloniasamlingen, som består av 620 antika grekiska och romerska skulpturer. Omkring 160 av artiklarna är byster och är en av de största samlingarna av romerska porträttskulpturer i världen.

## Torloniasamlingen
- Huvudartikel: Torloniasamlingen

Samlingens kärna anskaffades Giovanni Torlonia (1754-1829) och dennes son Alessandro Torlonia (1800-1886). År 1800 köpte Giovanni Torlonia inventarierna i den ateljé, som tillhörde den året närmast dessförinnan avlidne 1700-talsskulptören och renoveraren Bartolomeo Cavaceppi (1715–1799). Den antika delen av samlingen bestod av tusentalet enheter av helskulpturer, byster, reliefer samt delar av dekorationer och arkitekturdetaljer. Samlingen innehöll också en rad av samtida skulpturer av Cavaceppi, moderna kopior av antika skulpturer, målningar, gipsavgjutningar, modeller i lera och maquetter.
År 1816 införskaffades 269 statyer från 1600-talssamlaren Vincenzo Giustiniani den yngres konstsamling som varit säkerhet för ett lån. I denna samling ingick bland annat Giustiniani Hestia.
År 1866 köpte familjen Villa Albani och dess samlingar, vilka anskaffats av kardinalen Alessandro Albani med assistans av Johann Joachim Winckelmann. En av de mest berömda konstverken från Villa Albanisamlingen är Torloniavasen, en marmorkrater som står på snidade lejonfötter och pryds av en relief runt om som avbildar ett bacchialiskt dryckeslag.

## Museet
Allessandro Torlonia gjorde från 1859 samlingen tillgänglig för vissa besökare i ett av familjens palats i Rom vid Via della Lungara i stadsdelen Trastevere i Rom. Då bestod samlingen av 517 konstverk, och senare kompletteringar gjordes fram till 1884, då samlingen uppgick till 620 skulpturer. Museet visades enbart för mindre grupper besökare, och dess tillgänglighet för konstexperter var begränsad. En katalog utgavs 1884 av Pietro Ercole Visconti med fotosatta bilder av samtliga 620 konstverk, som spreds till enskilda och till arkeologiska institutioners bibliotek. Museet stängdes under andra världskriget.
Museet hade en utställningsyta på 3.056 kvadratmeter, uppdelad i 77 rum där 620 grekiska och romerska statyer var placerade. Bland mästerverken var Hestia Giustiniani och en exceptionell relief av den antika hamnen Portus, med avbildning av byggnader, fartyg, skyddsgudar och det kommersiella livet i Roms hamn.
Byggnaden vid Via della Lungara gjordes illegalt om till 93 minilägenheter på 1960-talet, och konstverken förvarades därefter i byggnadens källare eller flyttades därifrån och visades inte längre. Böter utdömdes i domstol 1979 för olaglig förvaring av konstskatt, men straffet verkställdes aldrig.

## Diskuterat nytt museum
Sedan 1960-talet har icke framgångsrika förhandlingar förts mellan den italienska regeringen och familjen Torlonia om visningar eller försäljning av samlingen.
År 2013 grundade Alesandro Torlonia (1925-2017) Torloniastiftelsen för att administrera konstsamlingen. Familjen, stiftelsen och den italienska regeringen ingick 2016 ett avtal om att visa samlingen. En restaurering av konstverken, framför allt för att rensa dem från tjocka dammlager, betalades av firman Bulgari och påbörjades 2016. I oktober 2020 öppnades en utställning av 92 konstverk från Torloniasamlingen på Kapitolinska museerna i Rom, vilket var den första offentliga visningen av verk ur samlingen efter Torloniamuseets nedläggning. Efter det att utställningen i Rom stängt 2022, är avsikten att utställningen först ska visas i Milano och utomlands, för att senare kunna permanent ställas ut på någon plats i Rom, möjligen Palazzo Silvestri-Rivaldi.